# Număr Biot

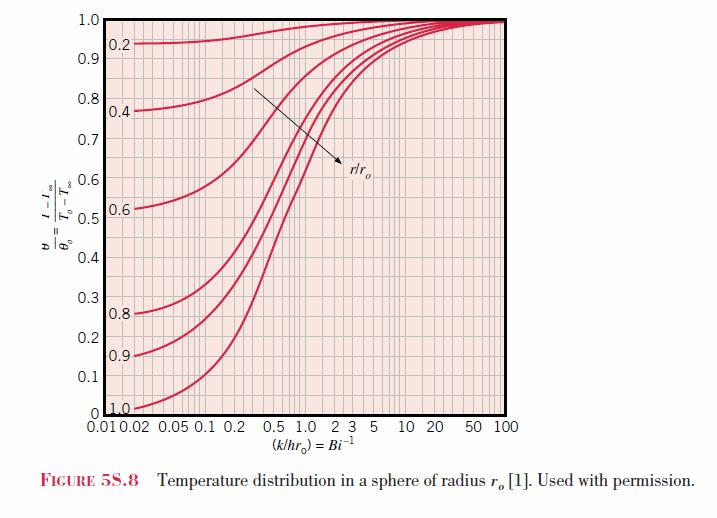
O diagramă de distribuție a temperaturii cu Bi pe axa x

În transmiterea căldurii numărul Biot (Bi) este o mărime adimensională, numit după fizicianul francez Jean-Baptiste Biot, definit ca raportul dintre rezistența termică a conducției termice în interiorul unui corp și rezistența termică la convecția la suprafața corpului. Acest raport indică dacă temperatura din interiorul unui corp variază semnificativ în spațiu atunci când corpul este încălzit sau răcit în timp de un flux termic prin suprafața sa.
În general, problemele care caracterizate de numere Biot mici (mult mai mici decât 1) sunt simple din punct de vedere analitic, câmpurile de temperatură din interiorul corpului fiind aproape uniforme. Numerele Biot de ordinul 1 sau mai mare indică probleme mai dificile cu câmpuri de temperatură neuniforme din interiorul corpului.
Numărul Biot apare într-o serie de probleme de transmiterea căldurii, inclusiv în calcule de conducție termică tranzitorie și transmiterea căldurii prin suprafețe extinse (cu aripioare).

## Definiție
Numărul Biot este definit ca:
{\displaystyle \mathrm {Bi} ={\frac {\alpha }{\lambda }}L}
unde:
{\displaystyle \alpha } este coeficientul de transfer termic prin convecție, [W/m2K],
{\displaystyle \lambda } este conductivitatea termică a corpului, [W/mK],
{\displaystyle L} este lungimea caracteristică a geometriei considerate, [m].
Deși are aceeași expresie matematică cu numărul Nusselt, ele nu trebuie confundate, numărul Biot folosește conductivitatea termică a corpului solid, în timp ce numărul Nusselt folosește conductivitatea termică a fluidului.
Lungimea caracteristică în majoritatea problemelor relevante este lungimea caracteristică termică, adică raportul dintre volumul corpului, V, și suprafața încălzită (sau răcită) a corpului, Aq:
{\displaystyle L={\frac {V}{A_{q}}}}
unde indicele q indică faptul că suprafața care trebuie luată în considerare este doar porțiunea din suprafața totală prin care trece căldura. 
Semnificația fizică a numărului Biot poate fi înțeleasă imaginându-ne fluxul termic de la o mică sferă metalică fierbinte, scufundată brusc în apă, către apa înconjurătoare. Fluxul termic este determinat de două rezistențe termice: prima pentru conducție în interiorul metalului solid (care este influențată atât de dimensiunea, cât și de compoziția sferei), iar a doua pentru convecția la suprafața sferei. Dacă rezistența termică a interfeței fluid/sferă depășește rezistența termică oferită de interiorul sferei metalice, numărul Biot va fi mai mic decât 1. Pentru sistemele în care este mult mai mic decât 1, se poate presupune că interiorul sferei are o temperatură uniformă, deși această temperatură se poate schimba în timp pe măsură ce căldura trece din sferă în apă prin suprafața sferei. Ecuația care descrie această modificare a temperaturii (relativ uniforme) în interiorul obiectului este o exponențială simplă, descrisă de legea răcirii a lui Newton⁠(d).
Prin contrast, dacă sfera metalică este mare, astfel încât lungimea caracteristică să fie mare, iar numărul Biot să fie mai mare decât 1, gradienții de temperatură din interiorul sferei devin importanți, chiar dacă materialul sferei este bun conductor de căldură. Echivalent, dacă sfera este realizată dintr-un material slab conductor de căldură (izolant termic), cum ar fi lemnul sau polistirenul, rezistența termică interioară la fluxul termic va depăși rezistența termică datorită convecției la limita dintre fluid și sferă, chiar și pentru o sferă mult mai mică. În acest caz, din nou, numărul Biot va fi mai mare decât 1.

## Aplicații
Valoarea numărului Biot poate indica aplicabilitatea (sau inaplicabilitatea) anumitor metode de rezolvare ale problemelor de transfer termic în regim tranzitoriu. De exemplu, un număr Biot mai mic de aproximativ 0,1 indică faptul că transmiterea căldurii în interiorul corpului întâmpină o rezistență termică mult mai mică decât convecția termică la suprafață, astfel încât gradienții de temperatură în interiorul corpului sunt neglijabili. În această situație, pentru a evalua variația tranzitorie a temperaturii unui corp poate fi utilizat modelul simplu al parametrilor concentrați. Și opusul este valabil: un număr Biot mai mare de aproximativ 0,1 indică faptul că rezistența termică din interiorul corpului nu este neglijabilă și sunt necesare metode mai complicate pentru analiza transmiterii căldurii către sau dinspre corp.

### Conducție termică la un număr Biot finit
Când numărul Biot este mai mare de c. 0,1 trebuie rezolvată ecuația propagării căldurii pentru a determina câmpul de temperatură variabil în timp și neuniform spațial din interiorul corpului. Metodele analitice pentru tratarea acestor probleme, care pot exista pentru forme geometrice simple și conductivitate termică uniformă a materialelor, sunt descrise în articolul despre ecuația propagării căldurii. Sunt disponibile exemple de soluții analitice verificate, împreună cu valori numerice precise. Adesea, astfel de probleme sunt prea dificil de rezolvat analitic, folosindu-se calculul numeric, cu utilizarea unui model computerizat de transmiterea căldurii.

### Conducție termică la Bi ≪ 1
După cum s-a spus, un număr Biot mai mic de aproximativ 0,1 arată că rezistența la conducție în interiorul unui corp este mult mai mică decât convecția la suprafață, astfel încât gradienții de temperatură sunt neglijabili în interiorul corpului. În acest caz, se poate utiliza modelul parametrilor concentrați. (Un număr Biot mai mic de 0,1 indică, în general, că va fi prezentă o eroare mai mică de 3 % atunci când se utilizează modelul parametrilor concentrați.)
Cel mai simplu tip de soluție pentru parametri concentrați, pentru o schimbare treptată a temperaturii fluidului, arată că temperatura unui corp scade exponențial în timp (răcire sau încălzire „newtoniană”) deoarece energia internă a corpului este direct proporțională cu temperatura corpului, iar diferența dintre temperatura corpului și temperatura fluidului este direct proporțională cu rata căldurii transmise în sau din corp. Combinarea acestor relații cu principiul întâi al termodinamicii conduce la o ecuație diferențială liniară simplă de ordinul întâi. Soluția corespunzătoare pentru parametri concentrați poate fi scrisă:
{\displaystyle {\frac {T-T_{f}}{T_{0}-T_{f}}}=e^{-{\tau }/C_{\tau }}}
unde:
{\displaystyle \tau } este timpul, [s],
{\displaystyle C_{\tau }={\frac {\rho c_{p}V}{\alpha A_{q}}}} este constanta termică de timp a corpului, [s]
{\displaystyle \rho } este densitatea masică, [kg/m3],
{\displaystyle c_{p}} este capacitatea termică masică, [J/kgK].
Studiul transmiterii căldurii în suspensiile microîncapsulate cu schimbare de fază este o aplicație în care numărul Biot este util. Pentru faza dispersă a suspensiei microîncapsulate cu schimbare de fază, materialul microîncapsulat cu schimbare de fază în sine, numărul Biot este calculat a fi sub 0,1 , prin urmare se poate presupune că gradienții de temperatură din faza dispersă sunt neglijabili.

## Analogia cu transportul de masă
O versiune analoagă a numărului Biot (numită de obicei „număr Biot de transport de masă” sau {\displaystyle \mathrm {Bi} _{m}}) este utilizată și în procesele de difuziune moleculară:
{\displaystyle \mathrm {Bi} _{m}={\frac {k_{c}}{D}}L}
unde:
{\displaystyle k_{c}} este coeficientul de transport masic (analogul lui {\displaystyle \alpha } din convecția termică),
{\displaystyle D} este coeficientul de difuzie moleculară (analogul lui {\displaystyle \lambda } din conducția termică),
{\displaystyle L} este lungimea caracteristică.